# Rodrigo Hübner Mendes

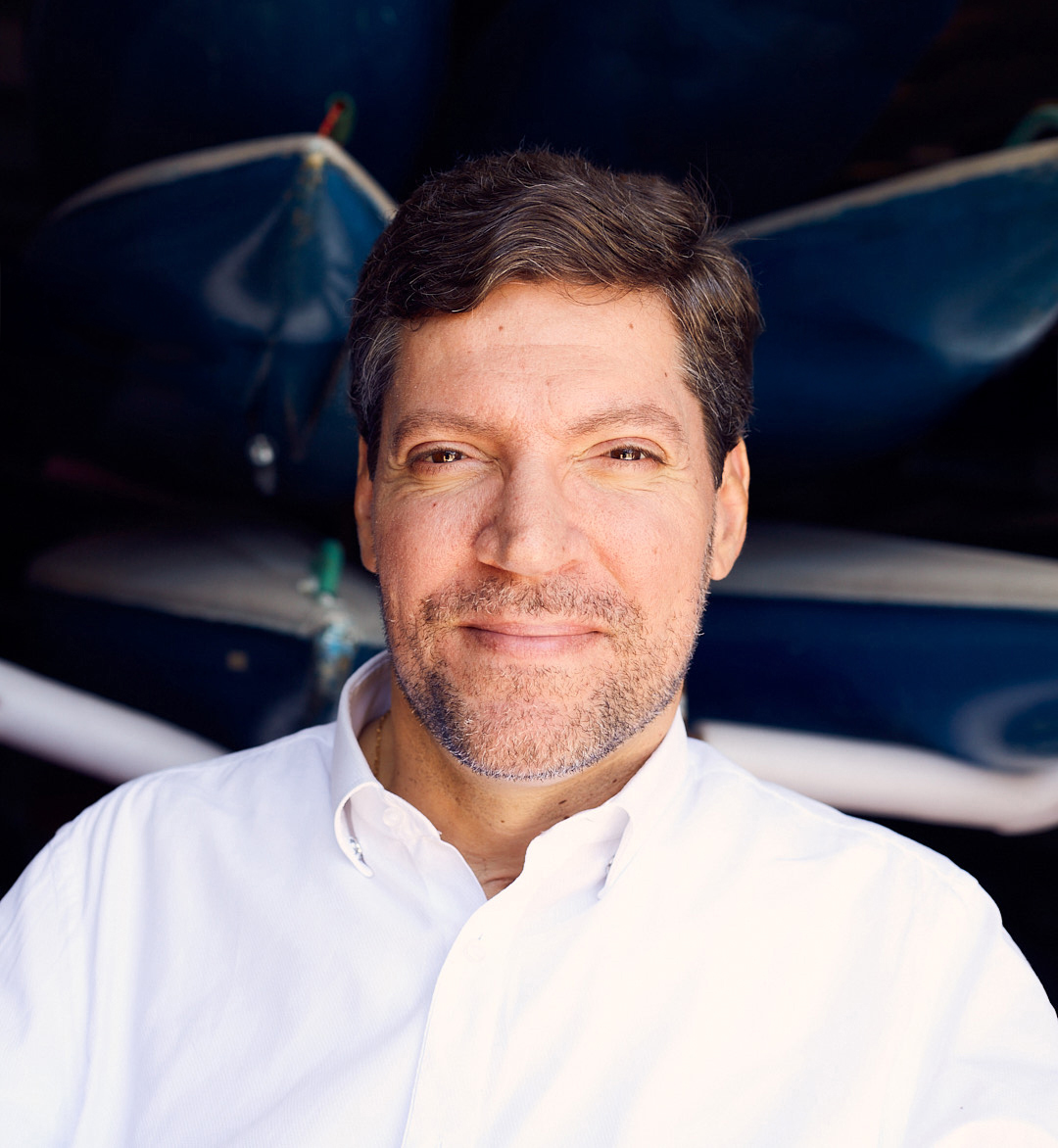

Rodrigo Hübner Mendes nasceu na cidade de São Paulo em 30 de setembro de 1971. Em 1994, fundou o Instituto Rodrigo Mendes, uma organização sem fins lucrativos cuja missão é garantir que todas as pessoas com deficiência tenham acesso a uma educação de qualidade na escola comum. O instituto desenvolve programas de produção de conhecimento, formação continuada e advocacy sobre educação inclusiva em várias partes do mundo com o objetivo de transformar os sistemas de educação em ambientes que respeitem e valorizem a diversidade humana.

## Formação e carreira
Rodrigo é bacharel em Administração de Empresas e mestre em Gestão da Diversidade Humana pela Fundação Getulio Vargas. Participou de programas executivos na Harvard Kennedy School, Yale e Incae. Rodrigo começou sua carreira em 1998 como consultor de negócios na Accenture, onde trabalhou em projetos em diferentes indústrias. Em 2005, decidiu dedicar seus esforços ao setor social, assumindo a gestão do Instituto Rodrigo Mendes. É membro do Young Global Leader (Fórum Econômico Mundial), empreendedor social da Ashoka e atua no conselho de diversas organizações brasileiras. Desde 2015, Rodrigo trabalha como consultor para a UNESCO e para o Governo de Angola. É colunista do portal UOL desde 2019.

## Reconhecimento público
- 1994 - Fundou o Instituto Rodrigo Mendes.
- 1996 - Venceu o Concurso Nacional de Projetos Sociais para Estudantes de Administração, criado pela Federação Nacional dos Estudantes de Administração.[2]
- 1997 - Recebeu o prêmio Ideias Inovadoras em Captação de Recursos, organizado pela Ashoka Society.
- 2004 - Selecionado como empreendedor social da Ashoka.[3]
- 2008 - Nomeado Young Global Leader, pelo Fórum Econômico Mundial.[4]
- 2010 - Homenageado pelo Governo do Estado de São Paulo para ações inclusivas para pessoas com deficiência.[5]
- 2014 - Recebeu o Prêmio Cidadão Sustentável, organizado pela rádio CBN e Catraca Livre.[6]
- 2017 - Homenagem da Brazil Foundation ao fundador do Instituto, Rodrigo Hübner Mendes, em Nova Iorque (EUA).[7]
- 2017 - Foi protagonista da campanha “Movido a respeito”, promovida pela Rede Globo e premiada com o leão de prata no Cannes Lions Festival of Creativity – Innovation[8] e o Prêmio Grand Clio de Entretenimento.[9]
- 2019 - Recebeu o prêmio Trip Transformadores 2019.[10]

## Publicações
1. Livro "Artes visuais na educação inclusiva", Editora Peirópolis.[11]
2. Dissertação de mestrado: "Diversidade Humana nas Organizações".[12]
3. Livro "Ministério Público, Sociedade e a Lei Brasileira de Inclusão da Pessoa com Deficiência", publicado pela Escola Superior do Ministério Público da União, 2018.[13]
4. Livro Criatividade – mudar a educação, transformar o mundo, com o artigo "Criatividade: potente catalisador para a inclusão escolar", publicado pela Escolas Transformadoras em maio de 2019.[14]
5. Livro "Cartas a jovens educadores/as", publicado pela Helena Singer e organizado por André Gravatá, em novembro de 2019[15]
6. Livro "Fundos Patrimoniais Filantrópicos - Sustentabilidade para causas e organizações", organizado pela IDIS, em dezembro de 2019 [16]
7. Livro “Educação Inclusiva na prática”, organizado por Rodrigo Hübner Mendes. Publicado pela Editora Moderna e Fundação Santillana em 2020[17]
8. Livro “Leading Educational Change During a Pandemic: Reflections of Hope and Possibility”, organizado por Fernando Reimers, em janeiro de 2021[18]
9. Livro "Educação em movimento 2: o percurso histórico o percurso histórico da BNCC até os novos currículos". Publicado pela Fundação Santilana em 2022.
10. Livro "O potencial da mudança: O desafio de navegar pelas incertezas". Publicado pela Editora Companhia das Letras em 2023